# Aube (département)
Pour les articles homonymes, voir Aube.
Ne doit pas être confondu avec le département de l'Aude.
L'Aube (/ob/) est un département français de la région Grand Est dont le nom vient de l'Aube, premier affluent notable de la Seine (rive droite). L'Insee et La Poste lui attribuent le code 10. Les habitants de ce département sont appelés les Aubois. Sa préfecture est Troyes.
Avec 310 020 habitants selon le recensement de 2015, l'Aube se situe en 75e position en nombre d'habitants sur le plan national et 7e sur l'ensemble du Grand Est.
Le département est constitué tel qu'il est encore aujourd'hui par le décret de l'Assemblée nationale du 15 janvier 1790. Comme une soixantaine de départements en France, il prend le nom d'un cours d'eau.

## Géographie

### Situation
Le département de l'Aube est situé au sud-ouest de la région Grand Est. Elle est limitrophe des départements de la Marne au nord (sur 130 km de long environ), de la Haute-Marne à l'est (sur 100 km de long), de la Côte-d'Or au sud-est (sur 45 km), de l'Yonne au sud-ouest (sur 175 km) et de Seine-et-Marne à l'ouest (sur 45 km).
|                                 | Marne                           |                                     |
| Seine-et-Marne (Île-de-France)  | Aube                            | Haute-Marne                         |
| Yonne (Bourgogne-Franche-Comté) | Yonne (Bourgogne-Franche-Comté) | Côte-d'Or (Bourgogne-Franche-Comté) |

### Sous-régions ou «pays» aubois
On peut distinguer au sein du territoire du département ces régions naturelles ou pays traditionnels :
- quart nord-ouest : la Champagne crayeuse ;
- à la pointe nord-ouest : le Nogentais ;
- au sud-ouest de Troyes : le Pays d'Othe ;
- au sud du département : le Chaourçois ;
- au nord-est : le Briennois ;
- à l'est : le Barrois ;
- entre Troyes et le Barrois : la Champagne humide.

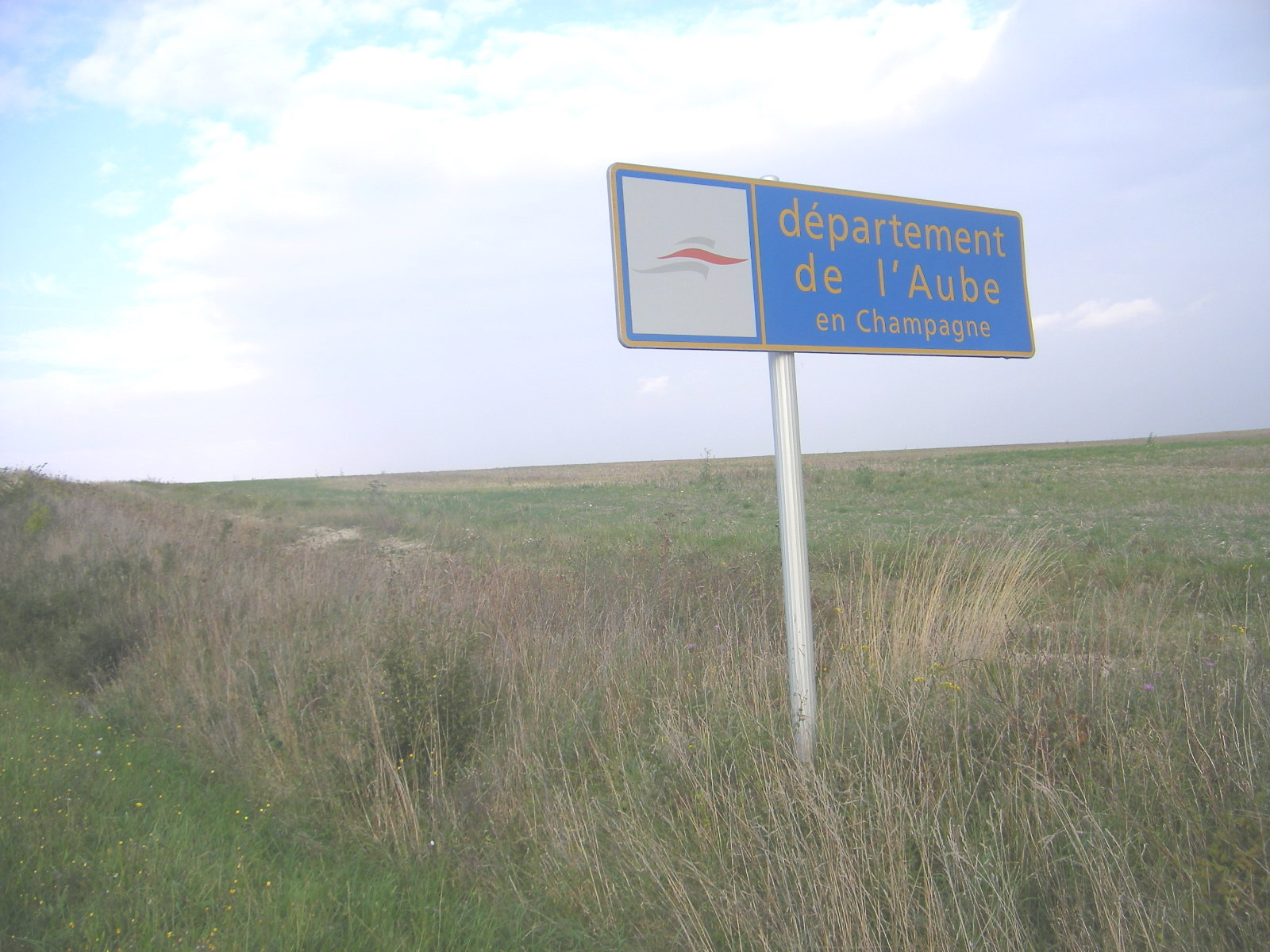
Panneau marquant l'entrée dans le département de l'Aube au bord de la route nationale 77, entre Neuvy-Sautour (Yonne) et Villeneuve-au-Chemin (Aube).
Carte des régions naturelles ou pays traditionnels du département.
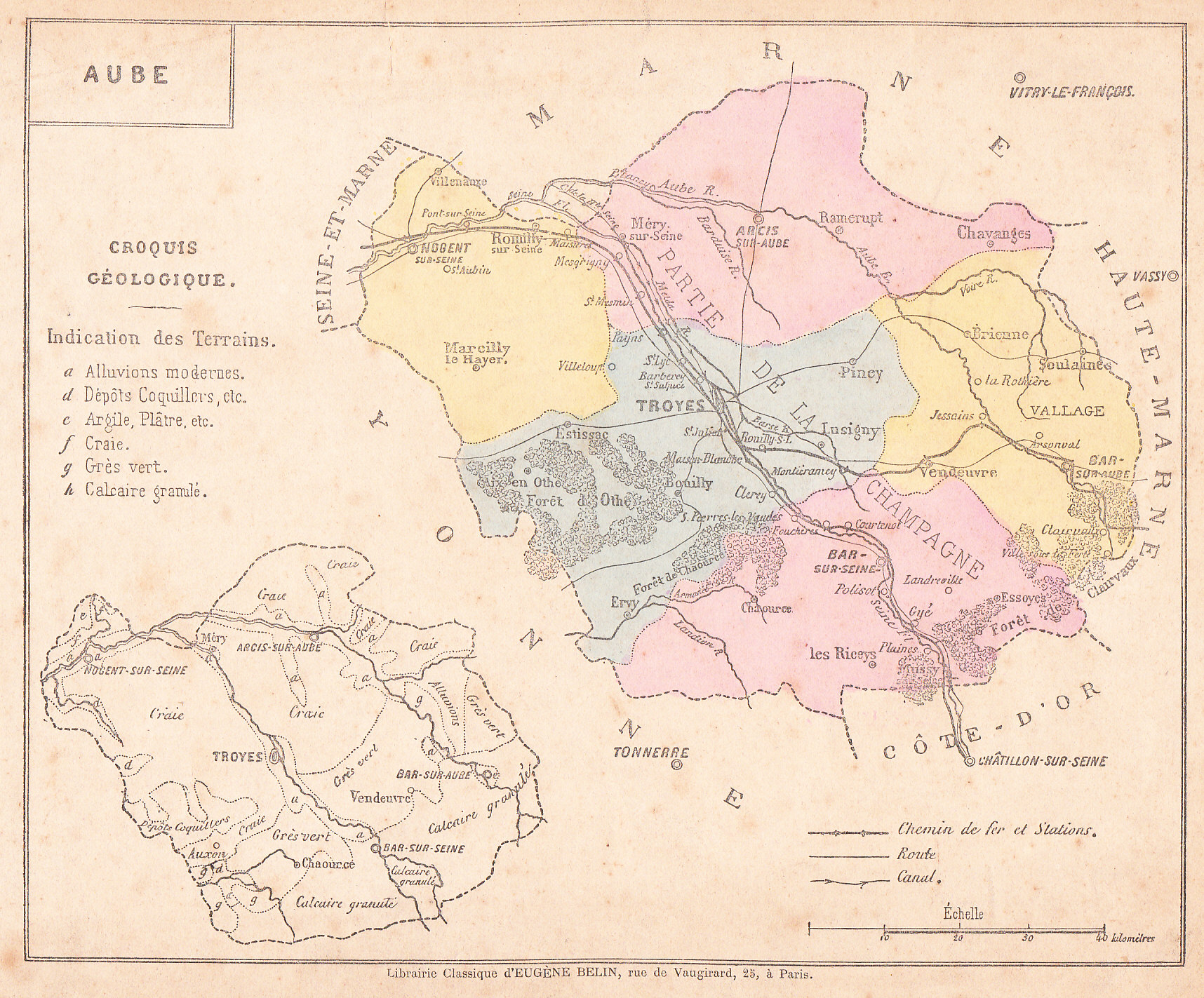
Carte de l'Aube vers 1870.

### Relief et géologie
Le point culminant de l'Aube est de 371±1 m situé à Champignol-lez-Mondeville au lieu-dit le Bois du Mont.
|                       | Troyes     | Romilly-sur-Seine | Bar-sur-Aube | Nogent-sur-Seine | Reims      | Charleville-Mézières |
| --------------------- | ---------- | ----------------- | ------------ | ---------------- | ---------- | -------------------- |
| Altitude minimale     | 100 mètres | 67 mètres         | 156 mètres   | 60 mètres        | 74 mètres  | 133 mètres           |
| Altitude maximale     | 126 mètres | 112 mètres        | 348 mètres   | 113 mètres       | 137 mètres | 323 mètres           |
| Altitude moyenne      | 113 mètres | 90 mètres         | 252 mètres   | 87 mètres        | 106 mètres | 228 mètres           |
| Altitude de la mairie | 107 mètres | 77 mètres         | 165 mètres   | 71 mètres        | 88 mètres  | 152 mètres           |

Paysages de l'Aube :
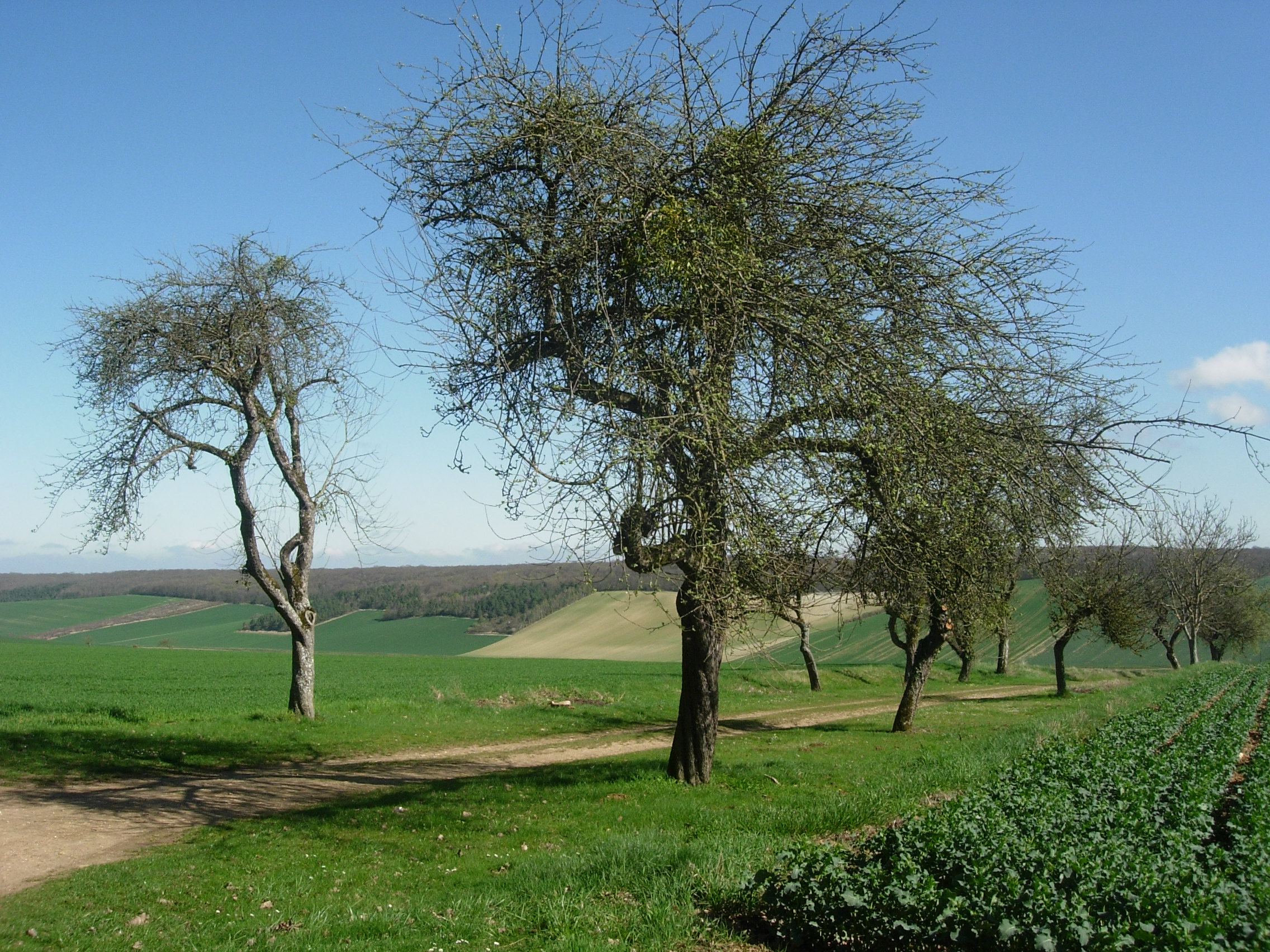
Verger à Vauchassis dans l'ouest.
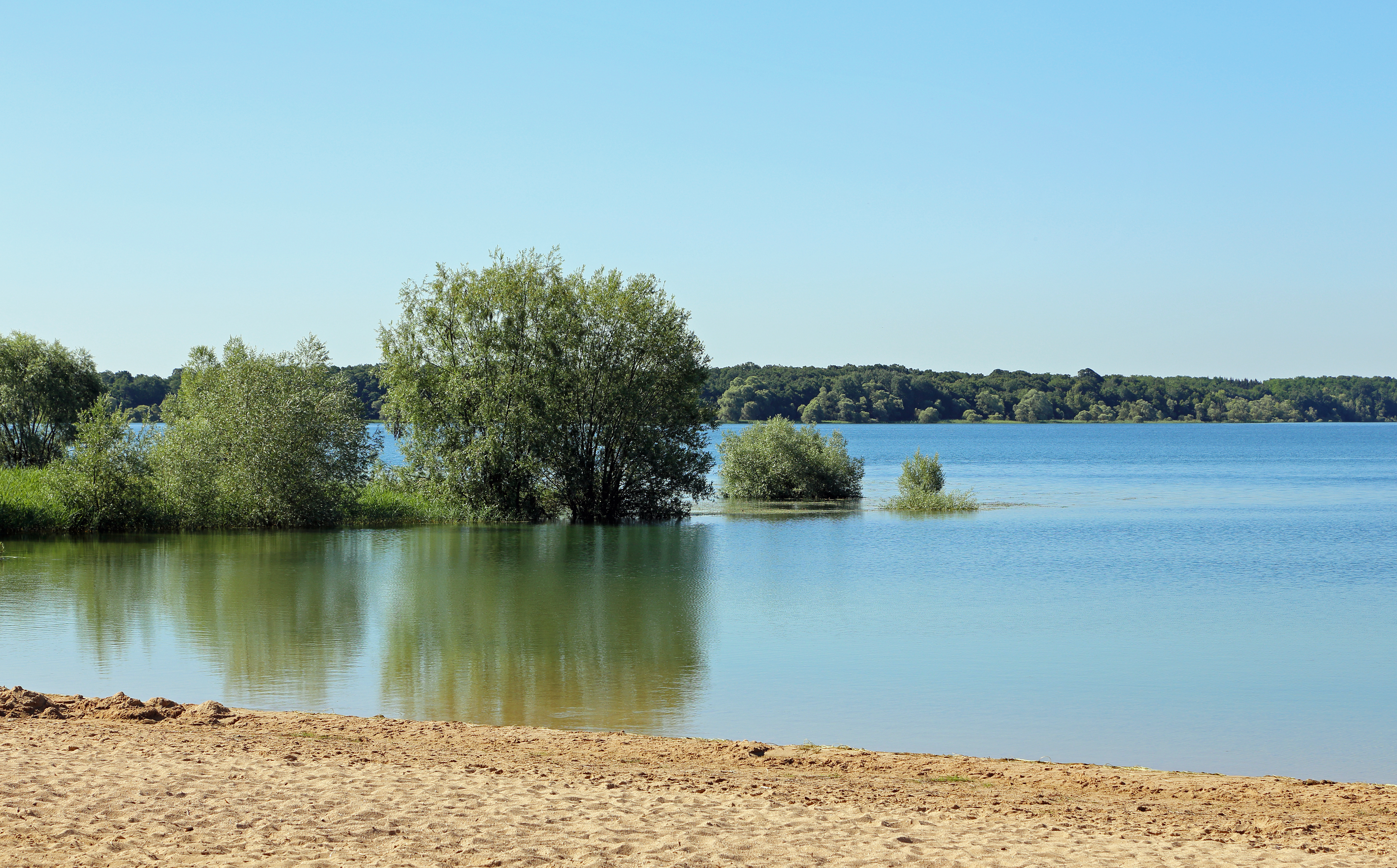
Une plage du lac d'Orient dans l'est.
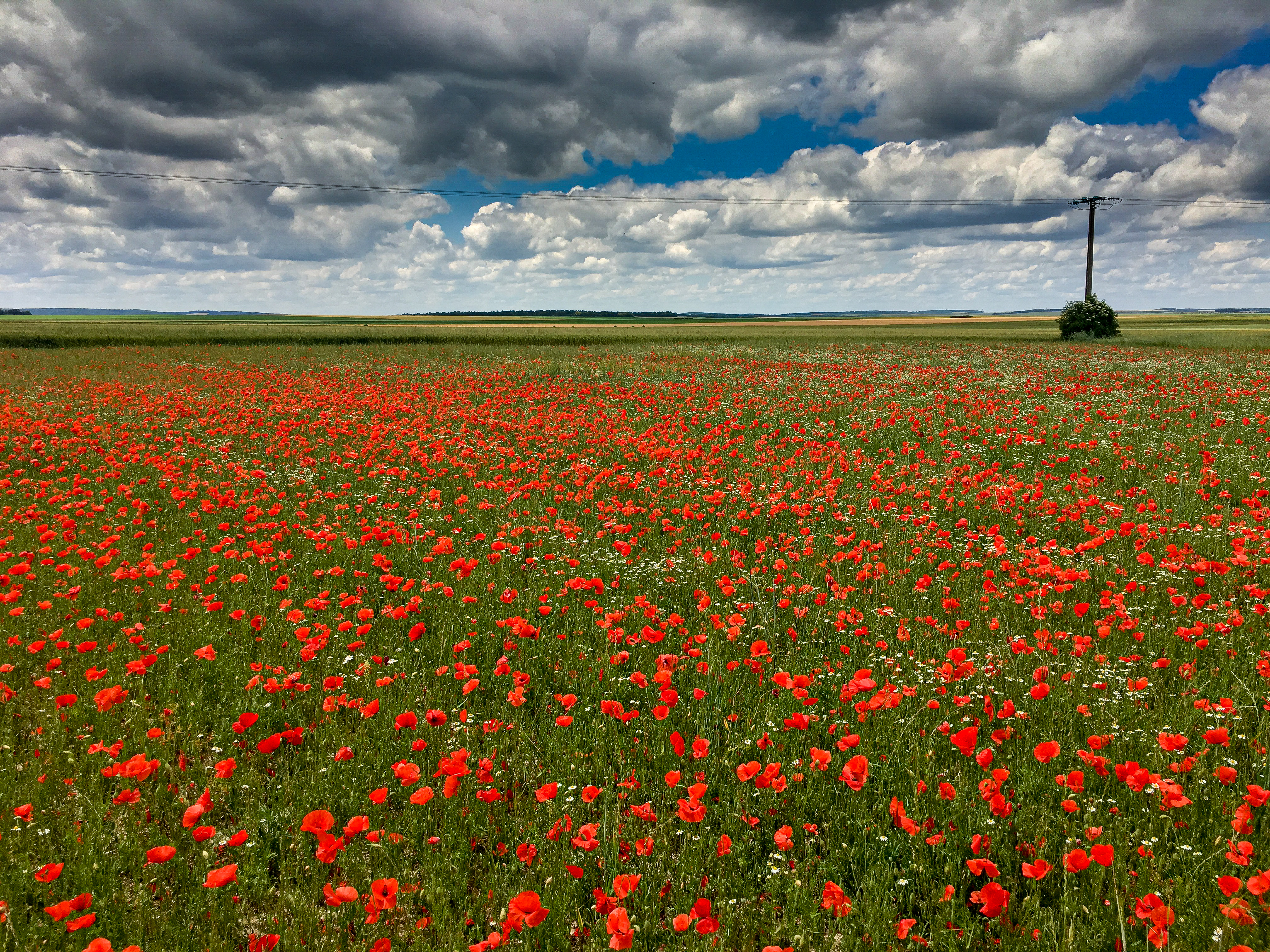
Champs de coquelicots à Prunay-Belleville dans l'ouest.

### Hydrographie

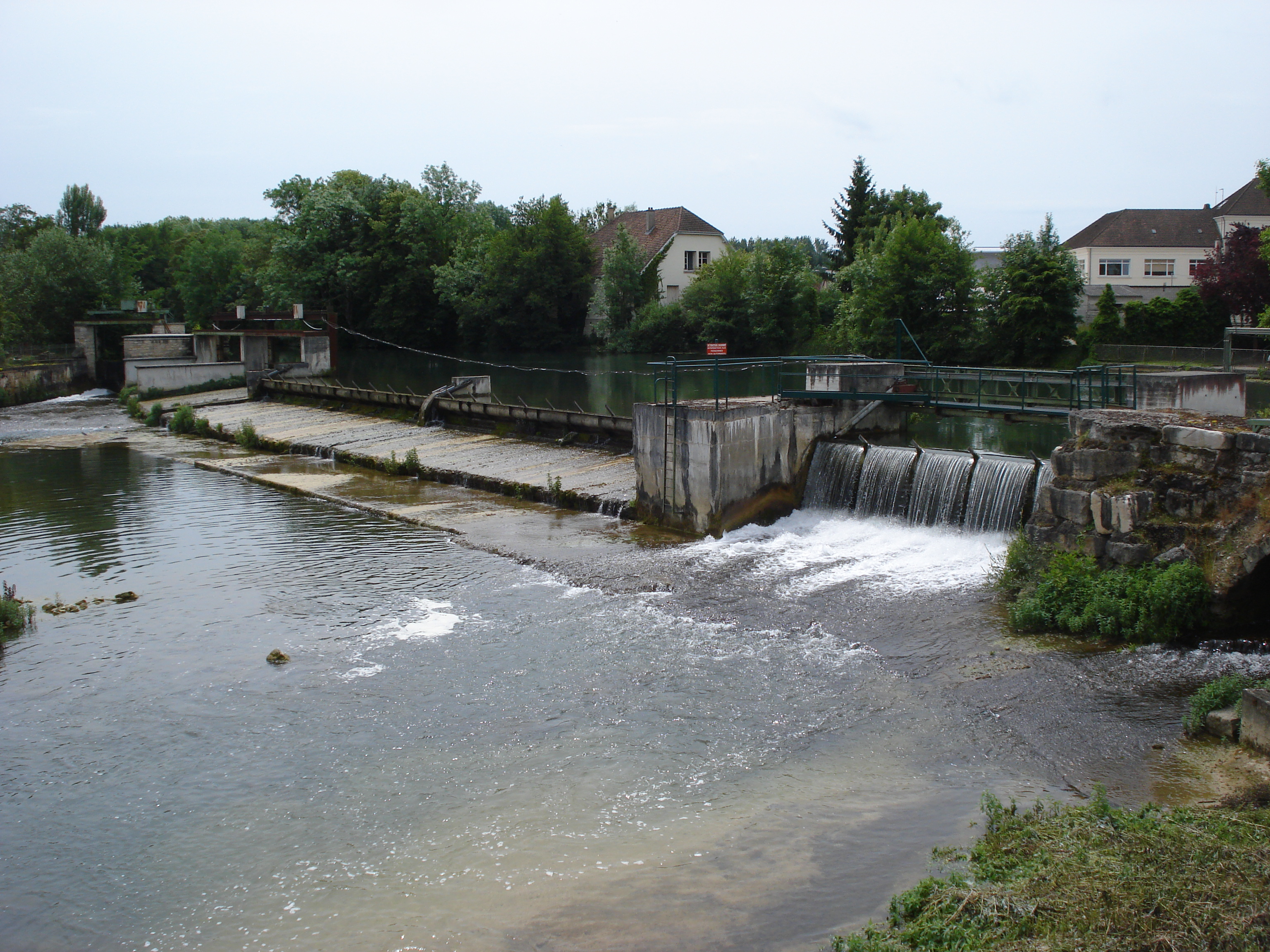
La Seine à Bar-sur-Seine.

Vingt-trois cours d'eau desservent le département, les quatre principaux étant la Seine, l'Aube (affluent de la Seine), l'Armance (affluent de l'Armançon) et la Vanne (affluent de l'Yonne).

### Forêts et lacs
Le département compte 140 000 hectares de forêts.

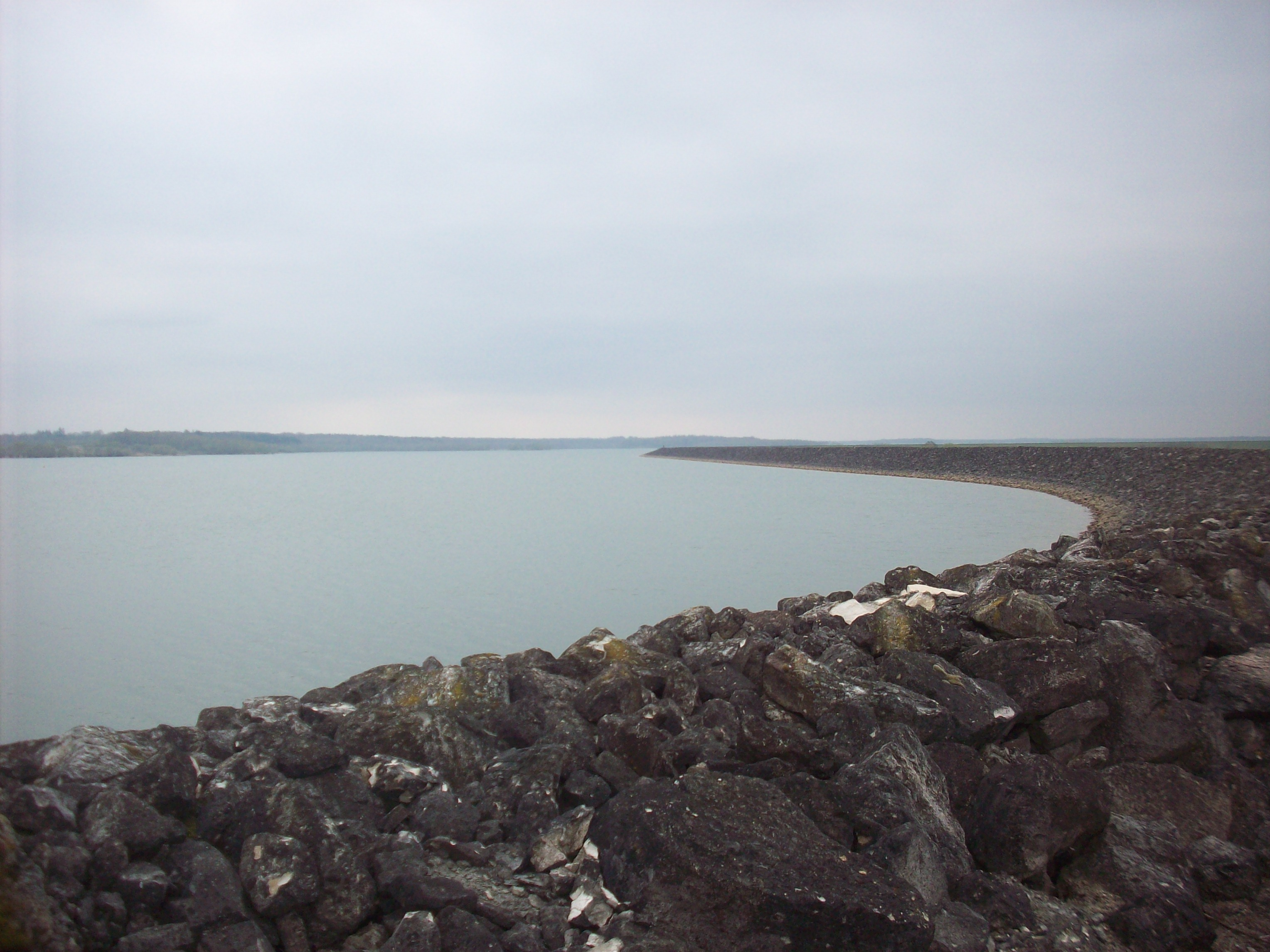
Le lac du Temple, vu de la digue.

Le parc naturel régional de la forêt d'Orient est l'un des premiers parcs naturels créés en France. On y trouve le lac d'Orient, et les lacs Amance et du Temple où l'on peut s'adonner à la pêche, aux loisirs nautiques ou à la baignade. Les lacs sont en partie spécialisés dans une ou plusieurs de ces activités.

### Faune
En décembre 2022, une « zone de présence permanente du loup » dans le Chaourçois est annoncée par la sous-préfète d'Avallon (Yonne). Depuis, un arrêté préfectoral est pris pour l'Aube classant 100 communes en zone 1 (« où des actions de prévention sont nécessaires du fait de la survenue possible de la prédation par le loup pendant l'année en cours ») et 2 communes en zone 2 (« les zones où au moins un acte de prédation sur le cheptel domestique a été constaté au cours de chacune des deux dernières années ») .
Au 13 août 2023, selon le journal L'Est-Éclair, il y a dans l'Aube 17 constats d'attaques qui ont fait 32 victimes. Ce sont au niveau national, soixante départements français qui recourront au dispositif d'aide à la protection face à la prédation.

### Climat
Les conditions climatiques sont modérées, sans froids intenses ni chaleurs excessives, ce qui représente donc un climat d'ordre continental et océanique.
Entre 1950 et 1985, la température moyenne annuelle relevée dans le département est de 10,1 °C, ce qui reste équivalent au Bassin parisien et aux villes du nord-est de la France. Le nombre d'heures d'ensoleillement par an est de 1 771.
Les précipitations annuelles restent assez importantes (653,4 mm en moyenne soit 115 jours de précipitations). En général, il pleut davantage en automne qu’en hiver, mais la quantité de pluie est la plus élevée durant les mois de printemps. Au contraire, l'été est la saison où les précipitations sont les moins nombreuses. Cependant, le Sud-Est du département est plus sensible aux pluies que le Nord-Ouest.
Les intempéries neigeuses sont relativement faibles. Quant aux vents, ils proviennent essentiellement de la façade ouest.
| Mois                              | jan. | fév. | mars | avril | mai  | juin | jui. | août | sep. | oct. | nov. | déc. |
| --------------------------------- | ---- | ---- | ---- | ----- | ---- | ---- | ---- | ---- | ---- | ---- | ---- | ---- |
| Température minimale moyenne (°C) | −0,3 | −0,2 | 2    | 3,3   | 7,3  | 10,4 | 12,4 | 12   | 9,4  | 6,5  | 2,5  | 1    |
| Température moyenne (°C)          | 3    | 3,5  | 7    | 9,5   | 13,5 | 16,5 | 19   | 18,5 | 15,5 | 11,5 | 6,5  | 4,5  |
| Température maximale moyenne (°C) | 5,8  | 7,5  | 11,6 | 14,5  | 19   | 22,1 | 25,2 | 25,2 | 21,1 | 16   | 9,4  | 6,9  |

### Voies de communication et transports

#### Réseau routier
Le réseau routier du département comporte 150 km d'autoroutes, 33 km de routes nationales, 4 517 km de routes départementales et 2 116 km de routes communales.

#### Transports en commun
Dans l’agglomération troyenne, la TCAT assure un réseau de transports en commun. Contrairement à un grand nombre de réseaux qui sont assurés par des opérateurs, c'est la communauté d'agglomération de la ville qui a la propriété de la société. Le réseau dessert actuellement[Quand ?] onze communes dont deux hors agglomération troyenne. Les autres villes, y compris Romilly-sur-Seine, ne possèdent pas de réseau de transports en commun.
L'Aube possède également des réseaux de transport interurbains. Vingt-et-une lignes régulières d'autocars relient entre elles les villes principales du département. L'exploitation de ces lignes est confiée à des autocaristes privés : Transdev - Les Courriers de l'Aube pour quatorze lignes, Keolis Sud Lorraine pour quatre lignes, Procars Champagne pour deux lignes, Autocars Bardy pour une ligne.

#### Réseau ferroviaire

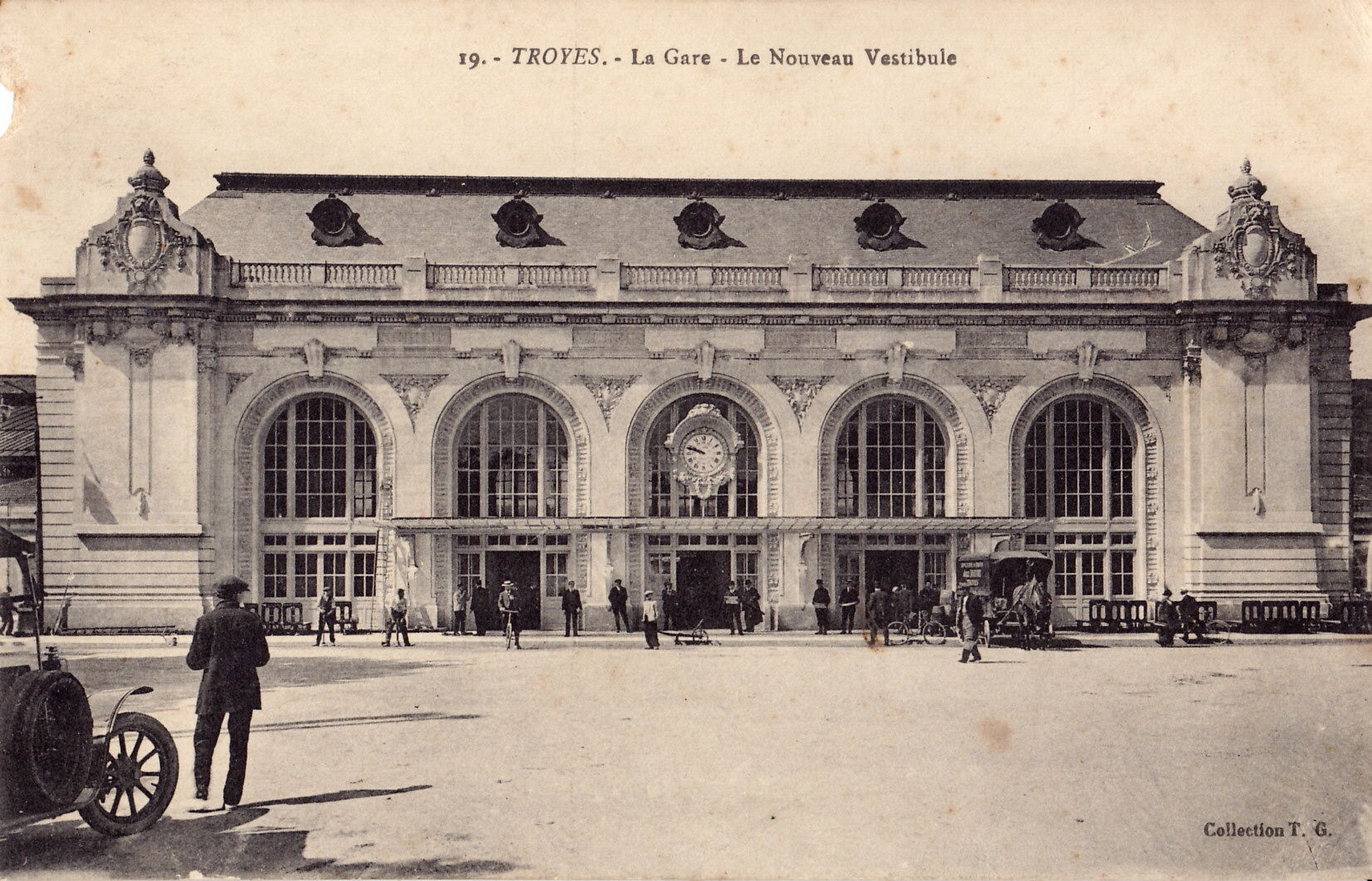
La gare de Troyes au début du XXe siècle.

L'Aube ne bénéficie pas d'une forte desserte ferroviaire. Seules cinq gares sont actuellement[Quand ?] ouvertes au service voyageur, toutes situées sur la grande ligne radiale non électrifiée de Paris-Est à Mulhouse. Ce sont : Nogent-sur-Seine, Romilly-sur-Seine, Troyes, Vendeuvre et Bar-sur-Aube. Toutes les autres lignes ayant autrefois desservi le département sont fermées pour ce service. Certaines sections de ces dernières sont cependant toujours ouvertes pour le service du fret.

#### Voies navigables
Le département compte 34,8 km de voies navigables. La ville de Nogent-sur-Seine est le 2e port fluvial céréalier français.

## Toponymie
Le département de l'Aube doit son appellation à la rivière éponyme, l'Aube.

## Histoire

### Naissance
Ses premiers habitants furent les Tricasses et les Lingons avec une forte occupation humaine vers l'an 400 avant Jésus-Christ.
Saint Potentien et saint Savinien, prêtres grecs originaires de Samos, vinrent prêcher l'évangile dès le milieu du IIIe siècle.
Saint Patrocle fut l'un des premiers martyrs de la foi nouvelle en l'an 259. Peu de temps après, sainte Jule et quelques notables de la cité des Tricasses subirent également le martyre. Malgré tout, comme ailleurs, la communauté chrétienne devint assez nombreuse pour accueillir un évêque ; saint Amateur fut le premier, en 340.
En l'an 286, les Bagaudes ravagèrent la contrée formant l'Aube. L'empereur Julien vint à Troyes avec son armée et la délivra.

### LeXIIesiècleet les monastères

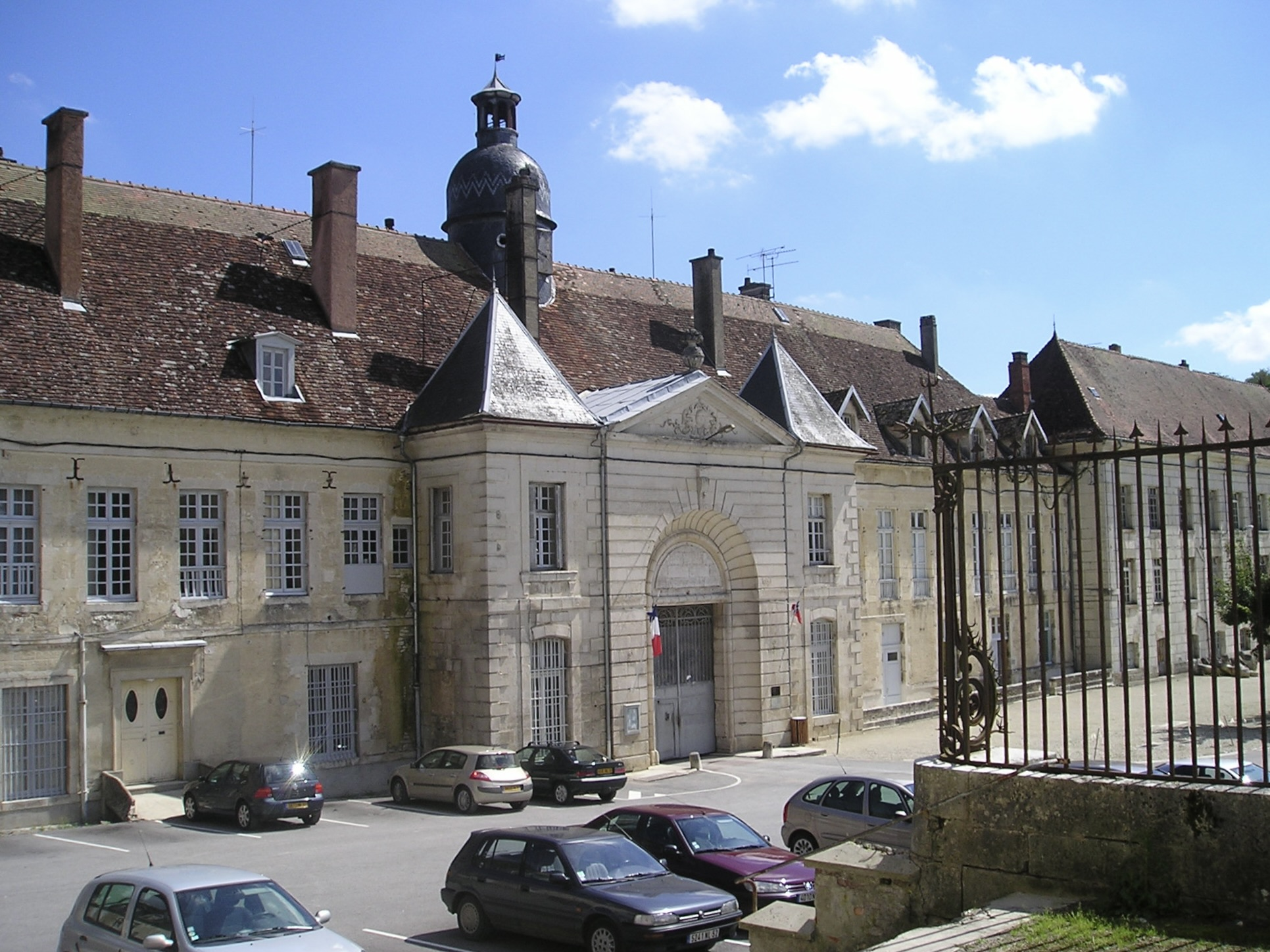
L'ancienne abbaye de Clairvaux, aujourd'hui établissement pénitentiaire : la maison centrale de Clairvaux.

Deux importants monastères furent fondés sur le territoire du département : l'un à Clairvaux en 1114, créé par Bernard de Clairvaux, l'autre au Paraclet, par son illustre rival, Abélard, et dont Héloïse fut la première abbesse. Le premier se fit remarquer par son éloquence au concile de Troyes et par sa prédication de la deuxième croisade.
La réunion de la Champagne avec le royaume de France ne fut définitive qu'en 1361. Pourtant, la population désirait absolument le rattachement de la Champagne ; en effet, en 1328, le roi Philippe VI offrit la ville de Bar-sur-Seine à Philippe de Croÿ, mais les habitants la rachetèrent pour la rendre au roi, à condition qu'elle devienne inaliénable.

### Rattachement définitif au royaume de France

Carte de l'Aube (1790)

Le décret de l'Assemblée nationale du 15 janvier 1790 crée officiellement le département de l’Aube. Son premier président est Augustin-Henri-Marie Picot et son premier député est Louis Antoine Joseph Robin. Jacques Claude Beugnot est quant à lui élu procureur-général syndic et également député.
Le XIXe siècle marque l'apparition de la bonneterie dans le département.
Après la victoire des coalisés à la bataille de Waterloo (18 juin 1815), le département est occupé par les troupes russes de juin 1815 à novembre 1818 (voir occupation de la France à la fin du Premier Empire).
En 1911, à la suite de la révolte du vignoble champenois, d'importantes émeutes éclatent dans le département. Les conséquences de cette misère restent tragiques puisque les échauffourées ont fait plusieurs dizaines de blessés.
En 1919, un décret autorise pour la première fois le département de l'Aube à produire du champagne.

### XXIesiècle
Au 1er janvier 2016 la région Champagne-Ardenne, à laquelle appartenait le département, fusionne avec les régions Alsace et Lorraine pour devenir la nouvelle région Grand Est.

## Héraldique
| Armes de l'Aube | Les armes de l'Aube se blasonnent ainsi : « D'azur à la bande d'argent côtoyée de deux doubles cotices potencées et contre-potencées d'or, au chef ondé d'or. » |

## Urbanisme

### Logement
Selon le recensement général de la population du 1er janvier 2008, 4,6 % des logements disponibles dans le département étaient des résidences secondaires.
Ce tableau indique les principales communes de l'Aube dont les résidences secondaires et occasionnelles dépassent 10 % des logements totaux en 2008 :
| Ville               | Population municipale | Nombre de logements | Résidences secondaires | % Résidences secondaires |
| ------------------- | --------------------- | ------------------- | ---------------------- | ------------------------ |
| Mesnil-Saint-Père   | 400                   | 283                 | 90                     | 31,66 %                  |
| Saint-Mards-en-Othe | 648                   | 412                 | 120                    | 29,23 %                  |
| Pâlis               | 603                   | 393                 | 109                    | 27,61 %                  |
| Dienville           | 809                   | 519                 | 133                    | 25,63 %                  |
| Aix-en-Othe         | 2 400                 | 1 296               | 180                    | 13,88 %                  |

## Politique et administration

### Conseil départemental
Le conseil départemental de l'Aube, situé à Troyes, est présidé par Philippe Adnot depuis juillet 1990. A la suite de sa démission, c’est Philippe Pichery qui est élu le 23 mai 2017.
Il comprend 33 conseillers généraux représentant les 33 cantons de l'Aube. 24 conseillers sont issus de la Droite (principalement de l’UMP), les autres proviennent du Parti socialiste, du Parti communiste et des Verts. Actuellement[Quand ?] le budget du conseil départemental est de 329,8 millions d'euros. Sa principale mission est de mettre en place des actions sociales et de santé.

### Représentation et tendances politiques
| Parti                                | Sigle | Élus |
| ------------------------------------ | ----- | ---- |
| Groupe de gauche et apparentés       |       |      |
| Parti socialiste                     | PS    | 2    |
| Parti communiste français            | PCF   | 2    |
| Divers gauche                        | DVG   | 1    |
| Europe Écologie Les Verts            | EELV  | 1    |
| Groupe de droite et apparentés       |       |      |
| Mouvement démocrate                  | MoDem | 1    |
| Union des démocrates et indépendants | UDI   | 2    |
| Divers droite                        | DVD   | 10   |
| Union pour un mouvement populaire    | UMP   | 13   |
| Autres                               |       |      |
| Sans étiquette                       | SE    | 1    |
|                                      |       |      |

### Personnalités politiques
Voici les listes des conseillers généraux, des députés, des sénateurs et des préfets du département de l'Aube.
- Liste des députés de l'Aube
- Liste des sénateurs de l'Aube
- Liste des conseillers départementaux de l'Aube
- Liste des préfets de l'Aube

## Démographie

### Répartition de la population
En 2022, le département comptait 311 076 habitants, en évolution de +0,7 % par rapport à 2016 (France hors Mayotte : +2,11 %).

### Communes les plus peuplées
| Nom                      | Code Insee | Intercommunalité                   | Superficie (km2) | Population (dernière pop. légale) | Densité (hab./km2) | Modifier                                    |
| ------------------------ | ---------- | ---------------------------------- | ---------------- | --------------------------------- | ------------------ | ------------------------------------------- |
| Troyes                   | 10387      | CA Troyes Champagne Métropole      | 13,20            | 62 443 (2022)                     | 4 731              | modifier les données · modifier les données |
| Romilly-sur-Seine        | 10323      | CC des Portes de Romilly-sur-Seine | 25,32            | 14 751 (2022)                     | 583                | modifier les données · modifier les données |
| Saint-André-les-Vergers  | 10333      | CA Troyes Champagne Métropole      | 5,86             | 12 695 (2022)                     | 2 166              | modifier les données · modifier les données |
| La Chapelle-Saint-Luc    | 10081      | CA Troyes Champagne Métropole      | 10,48            | 12 603 (2022)                     | 1 203              | modifier les données · modifier les données |
| Sainte-Savine            | 10362      | CA Troyes Champagne Métropole      | 7,55             | 10 457 (2022)                     | 1 385              | modifier les données · modifier les données |
| Saint-Julien-les-Villas  | 10343      | CA Troyes Champagne Métropole      | 5,26             | 6 752 (2022)                      | 1 284              | modifier les données · modifier les données |
| Nogent-sur-Seine         | 10268      | CC du Nogentais                    | 20,08            | 5 673 (2022)                      | 283                | modifier les données · modifier les données |
| Pont-Sainte-Marie        | 10297      | CA Troyes Champagne Métropole      | 3,99             | 5 202 (2022)                      | 1 304              | modifier les données · modifier les données |
| Rosières-près-Troyes     | 10325      | CA Troyes Champagne Métropole      | 6,23             | 4 866 (2022)                      | 781                | modifier les données · modifier les données |
| Bar-sur-Aube             | 10033      | CC de la Région de Bar-sur-Aube    | 16,27            | 4 743 (2022)                      | 292                | modifier les données · modifier les données |
| La Rivière-de-Corps      | 10321      | CA Troyes Champagne Métropole      | 7,26             | 3 681 (2022)                      | 507                | modifier les données · modifier les données |
| Aix-Villemaur-Pâlis      | 10003      | CC du Pays d'Othe                  | 75,30            | 3 336 (2022)                      | 44                 | modifier les données · modifier les données |
| Les Noës-près-Troyes     | 10265      | CA Troyes Champagne Métropole      | 0,73             | 3 260 (2022)                      | 4 466              | modifier les données · modifier les données |
| Saint-Parres-aux-Tertres | 10357      | CA Troyes Champagne Métropole      | 11,82            | 3 214 (2022)                      | 272                | modifier les données · modifier les données |
| Bréviandes               | 10060      | CA Troyes Champagne Métropole      | 6,14             | 3 091 (2022)                      | 503                | modifier les données · modifier les données |

### Évolution démographique
| 1791    | 1801    | 1806    | 1821    | 1826    | 1831    | 1836    | 1841    | 1846    |
| ------- | ------- | ------- | ------- | ------- | ------- | ------- | ------- | ------- |
| 228 885 | 231 455 | 238 819 | 230 688 | 241 762 | 246 361 | 253 870 | 258 180 | 261 881 |

| 1851    | 1856    | 1861    | 1866    | 1872    | 1876    | 1881    | 1886    | 1891    |
| ------- | ------- | ------- | ------- | ------- | ------- | ------- | ------- | ------- |
| 265 247 | 261 673 | 262 785 | 261 951 | 255 687 | 255 217 | 255 326 | 257 374 | 255 548 |

| 1896    | 1901    | 1906    | 1911    | 1921    | 1926    | 1931    | 1936    | 1946    |
| ------- | ------- | ------- | ------- | ------- | ------- | ------- | ------- | ------- |
| 251 435 | 246 163 | 243 670 | 241 036 | 227 839 | 238 253 | 242 596 | 239 563 | 235 237 |

| 1954    | 1962    | 1968    | 1975    | 1982    | 1990    | 1999    | 2006    | 2011    |
| ------- | ------- | ------- | ------- | ------- | ------- | ------- | ------- | ------- |
| 240 797 | 255 099 | 270 325 | 284 823 | 289 300 | 289 207 | 292 131 | 299 704 | 303 997 |

| 2016    | 2021    | 2022    | - | - | - | - | - | - |
| ------- | ------- | ------- | - | - | - | - | - | - |
| 308 910 | 311 329 | 311 076 | - | - | - | - | - | - |

### Pyramide des âges
| Hommes | Classe d’âge | Femmes |
| ------ | ------------ | ------ |
| 590    | > 90         | 1 958  |
| 9 723  | 75-89        | 16 224 |
| 20 940 | 60-74        | 22 869 |
| 30 984 | 45-59        | 31 886 |
| 29 170 | 30-44        | 29 418 |
| 27 804 | 15-29        | 26 256 |
| 28 189 | 0-14         | 27 287 |

| Hommes  | Classe d’âge | Femmes  |
| ------- | ------------ | ------- |
| 2 070   | > 90         | 7 381   |
| 40 923  | 75-89        | 68 976  |
| 88 192  | 60-74        | 97 495  |
| 137 152 | 45-59        | 141 605 |
| 130 414 | 30-44        | 130 816 |
| 128 249 | 15-29        | 121 498 |
| 124 692 | 0-14         | 118 493 |

### Répartition par catégories socioprofessionnelles
| Catégorie socioprofessionnelle                    | 2007    | 2007 | 1999    | 1999 | Détails de l'année 2007 | Détails de l'année 2007 | Détails de l'année 2007            | Détails de l'année 2007            | Détails de l'année 2007            |
| Catégorie socioprofessionnelle                    | Nb      | %    | Nb      | %    | Hommes                  | Femmes                  | Part en % de la population âgée de | Part en % de la population âgée de | Part en % de la population âgée de |
| Catégorie socioprofessionnelle                    | Nb      | %    | Nb      | %    | Hommes                  | Femmes                  | 15 à 24 ans                        | 25 à 54 ans                        | 55 ans ou +                        |
| ------------------------------------------------- | ------- | ---- | ------- | ---- | ----------------------- | ----------------------- | ---------------------------------- | ---------------------------------- | ---------------------------------- |
| Ensemble                                          | 246 346 | 100  | 236 393 | 100  | 118 402                 | 127 944                 | 100                                | 100                                | 100                                |
| Agriculteurs exploitants                          | 5 094   | 2,1  | 5 408   | 2,3  | 3 584                   | 1 510                   | 0,2                                | 3                                  | 1,6                                |
| Artisans, commerçants, chefs d'entreprise         | 7 232   | 2,9  | 7 619   | 3,2  | 5 025                   | 2 207                   | 0,5                                | 4,7                                | 1,5                                |
| Cadres et professions intellectuelles supérieures | 12 656  | 5,1  | 9 435   | 4    | 8 196                   | 4 460                   | 0,7                                | 8,5                                | 2,5                                |
| Professions intermédiaires                        | 28 805  | 11,7 | 24 953  | 10,6 | 14 020                  | 14 786                  | 6,6                                | 19,7                               | 3,1                                |
| Employés                                          | 40 276  | 16,3 | 35 303  | 14,9 | 8 782                   | 31 493                  | 16,4                               | 25,5                               | 4,2                                |
| Ouvriers                                          | 43 950  | 17,8 | 47 771  | 20,2 | 33 297                  | 10 653                  | 19                                 | 27,8                               | 4,1                                |
| Retraités                                         | 68 138  | 27,7 | 58 706  | 24,8 | 30 101                  | 38 038                  | 0                                  | 0,5                                | 75,4                               |
| Autres personnes sans activité professionnelle    | 40 194  | 16,3 | 47 198  | 20   | 15 397                  | 24 797                  | 56,6                               | 10,2                               | 7,6                                |
| Source : Insee                                    |         |      |         |      |                         |                         |                                    |                                    |                                    |

## Économie

### Généralités
L'économie de l'Aube est depuis le XIXe siècle axée sur les industries, notamment textiles. Ce secteur aujourd'hui en crise fait du département une zone en réelle mutation économique.
En 2007, la population active départementale représentait un total de 139 083 habitants, avec 121 966 personnes occupant un emploi et 17 117 personnes au chômage. Les hommes représentaient près de 53 % de cette population active et les femmes 47 %.
Le département de l’Aube présente un important taux de féminisation dans les emplois. En effet, près de la moitié des personnes actives ayant un emploi (46 % en 2007) sont des femmes. Les principaux secteurs concernés par cette féminisation sont le commerce, les transports, le textile, les services publics, l'enseignement ou la santé. Cependant, les femmes sont légèrement plus touchées que les hommes par le chômage (54,8 % des demandeurs d’emploi en 2007). Cette situation est due principalement aux licenciements dans le secteur textile.

### Emplois par secteur
Répartition des emplois selon le secteur d'activité
|                              | Agriculture | Industrie | Construction | Commerce | Administration publique |
| ---------------------------- | ----------- | --------- | ------------ | -------- | ----------------------- |
| Aube                         | 6,6 %       | 20,3 %    | 7,3 %        | 37,4 %   | 28,3 %                  |
| Comparaison avec la région   | 6,7 %       | 19,2 %    | 6,5 %        | 36,7 %   | 31,0 %                  |
| Sources des données : INSEE, |             |           |              |          |                         |

### Tourisme
|            | Établissements |                    |
| Hôtellerie | 66             | 1 991 chambres     |
| Campings   | 23             | 1 618 emplacements |
| Gîtes      | 310            | 2 006 places       |

### Agriculture

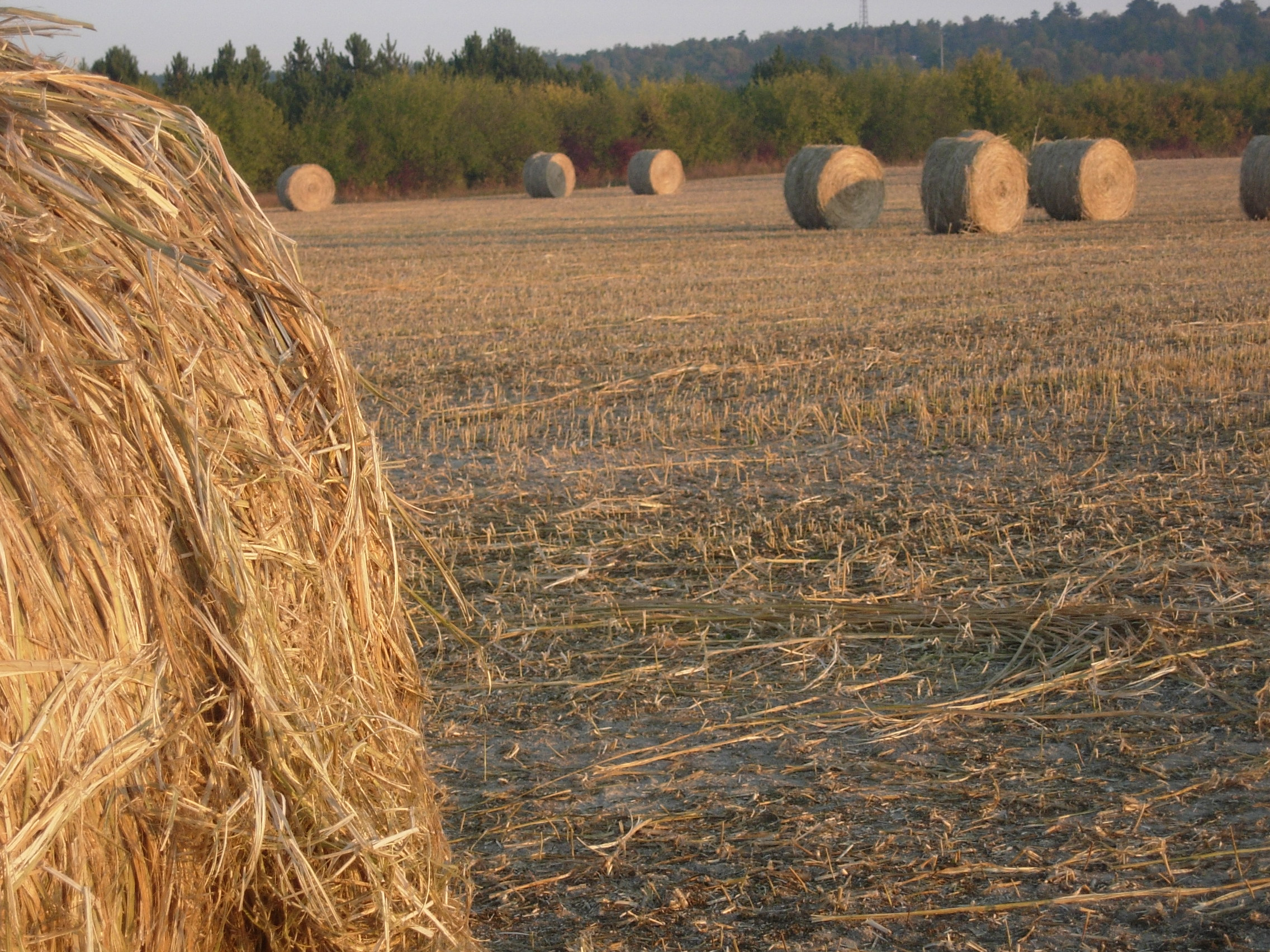
Récolte du chanvre à Saint-Flavy.

La surface agricole utile représente 379 720 ha.
L'Aube est le 1er producteur de chanvre, le 2e producteur de champagne, de chou à choucroute, de pavot médicinal, de luzerne, le 6e producteur de pommes de terre, le 8e producteur de céréales et le 9e producteur de betteraves.
L'Aube, avec 20 % de la production nationale, est le deuxième département producteur de chou à choucroute, derrière le Bas-Rhin. Une fête de la choucroute a lieu tous les ans à Brienne-le-Château,.

## Population et société

### Enseignement

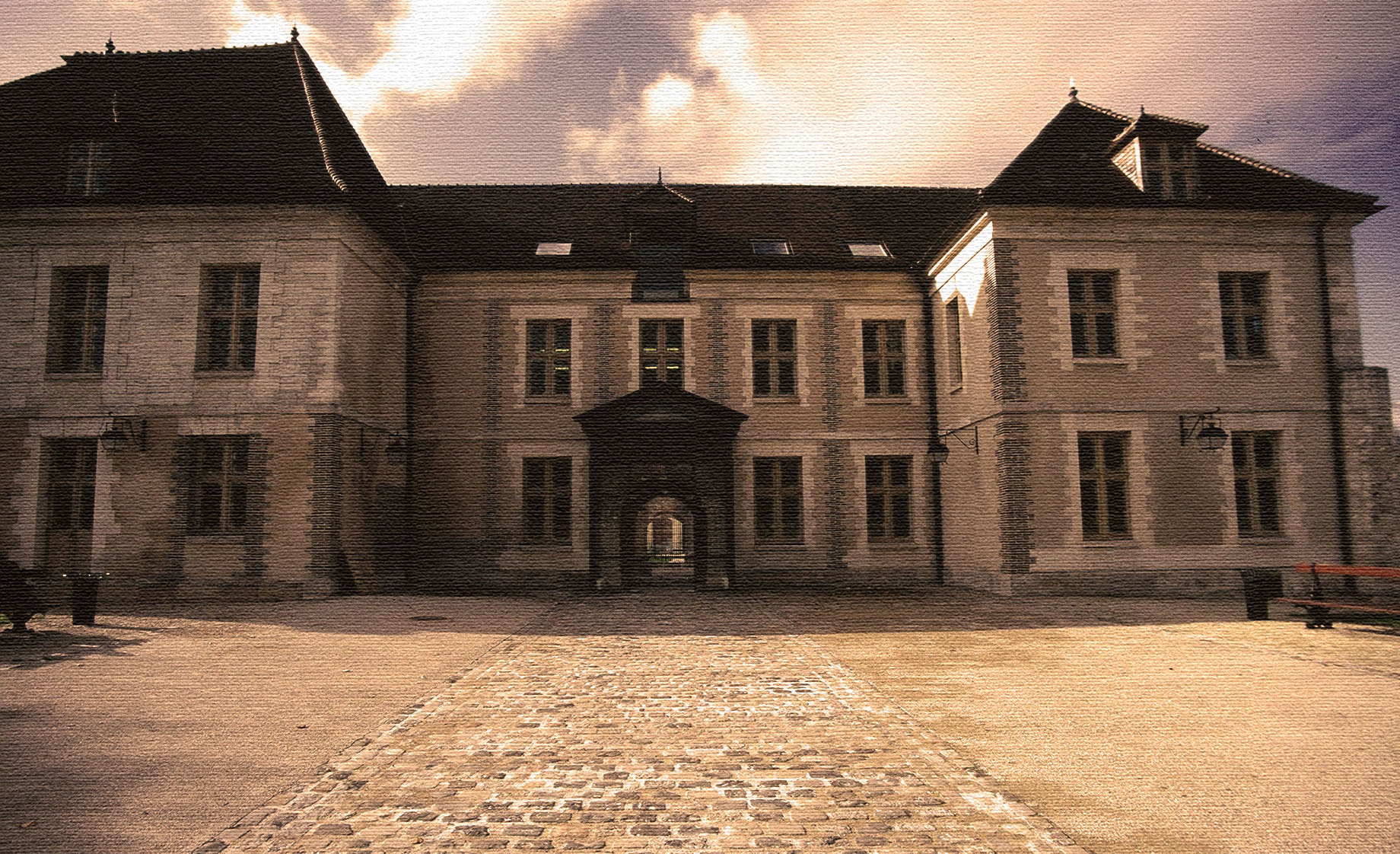
Une ancienne école de Troyes.

#### Primaire et secondaire
En 2010, l'enseignement élémentaire et secondaire est composé de :
- 11 568 élèves venant d'une école maternelle sur 136 établissements (dont un privé)[29] ;
- 18 465 élèves venant d'une école primaire sur 255 établissements (dont quatorze privés)[29] ;
- 12 311 élèves venant d'un collège sur 34 établissements (dont neuf privés)[30] ;
- 5 199 élèves venant d'un lycée d’enseignement général sur dix établissements (dont trois privés)[30] ;
- 2 666 élèves venant d'un lycée d’enseignement professionnel sur dix établissements (dont trois privés)[30].

#### Enseignement supérieur
D'après le dernier recensement de l'inspection académique de l’Aube en 2009, le département compte 8 794 étudiants en enseignement supérieur,.
Liste des universités et écoles en enseignement supérieur :
Établissements publics
- Université de technologie de Troyes (UTT)
- Institut universitaire de technologie (Université de Reims Champagne-Ardenne)
- Faculté (Université de Reims Champagne-Ardenne)
- Institut universitaire des métiers du patrimoine (IUMP)
- Institut universitaire de formation des maîtres (IUFM)
- Institut de formation en soins infirmiers (IFSI de Troyes / DE IDE)
- Classe préparatoire aux grandes écoles (CPGE) scientifiques et économique
- École supérieure d'arts appliqués de Troyes
- Conservatoire national de musique de Troyes

Établissements privés
- Groupe ESC Troyes
- SUPINFO

### Santé
| Type d'établissement | Nombre d'établissements |
| -------------------- | ----------------------- |
| Hôpital              | 4                       |
| Clinique             | 7                       |

| Type d'établissement               | Nombre d'établissements |
| ---------------------------------- | ----------------------- |
| Protection de l’enfance            | 12                      |
| Centre pour la jeunesse handicapée | 18                      |

| Type d'établissement                             | Nombre d'établissements |
| ------------------------------------------------ | ----------------------- |
| Établissements et services d’aide par le travail | 8                       |
| Entreprises adaptées au handicap                 | 2                       |
| Centre de rééducation professionnelle            | 1                       |
| Maisons d’accueil spécialisé                     | 2                       |
| Structures d’hébergement                         | 20                      |
| Foyer d'accueil médicalisé pour autistes         | 2                       |
| Services de soins à domicile                     | 2                       |

| Type d'établissement                                                  | Nombre d'établissements |
| --------------------------------------------------------------------- | ----------------------- |
| Établissements d'hébergement pour personnes âgées dépendantes (EHPAD) | 38                      |
| Foyers de logements                                                   | 10                      |
| Unités de soins de longue durée (USLD)                                | 5                       |
| Domicile collectif                                                    | 1                       |
| Services de soins à domicile                                          | 7                       |
| Maison d’accueil rural pour personnes âgées                           | 1                       |

### Sports

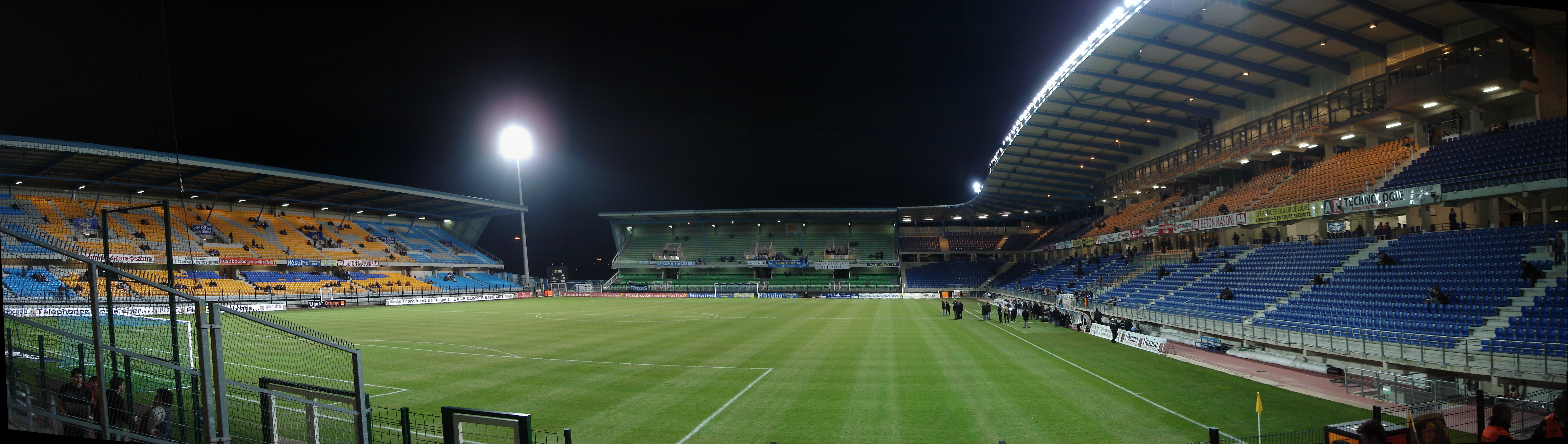
Le stade de l'Aube est le lieu résident de l'ES Troyes AC.

Le Département est labélisé Terre de Jeux 2024, le label de Paris 2024 à destination des collectivités, et accueillera le passage du Relais de la flamme.
Il y a 580 clubs et associations sportives dans le département de l’Aube. Les principaux sont :
- l'ES Troyes AC : club de football de Ligue 2 ;
- l'ETAC handball : club de handball de national 3 ;
- l'Union Sportive de Sainte Maure Troyes Handball : club de handball féminin de national 1 ;
- les Pygargues de Troyes : club de football américain de division 2 ;
- le PLAVB (Troyes) : club de volley-ball de régional 1 ;
- le SUMA (Troyes) : club de motoball (l'un des plus titrés de France), évoluant au niveau de l'élite depuis les années 1930 ;
- le Troyes roller hockey : club de roller hockey évoluant en national 2 ;
- les Espadons (Troyes) : club de baseball évoluant en régional 1 ;
- l'Association Romilly Sports 10 : qui regroupe de multiples sections.

### Médias
Hebdomadaire
Il existe La Revue agricole de l'Aube, dont la première parution date du 10 janvier 1902. Cet hebdomadaire traite de l'information rurale, agricole et viticole du département de l'Aube. Son siège est à Troyes.

#### Radio
À Troyes, trois radios locales indépendantes sont diffusées :
- Radio Latitude : qui diffuse une programmation axée sur le son dancefloor. Cette dernière est la première radio locale du département. Elle émet sur Troyes, Romilly-sur-Seine et Vendeuvre-sur-Barse ;
- Thème Radio : radio associative diffusant de la musique et les flashs infos de RFI ;
- Radio campus Troyes : radio musicale orientée rock et parfois rap.

À Romilly-sur-Seine en plus de Radio Latitude, une radio locale indépendante est diffusée, il s'agit de Radio Aube et Seine.
RCF Aube est également implantée dans le département.

#### Télévision
- Canal 32 : chaîne de télévision locale de Troyes et de son département.
- France 3 Champagne-Ardenne

#### Quotidiens
| Noms                 | Siège                                             | Aire de diffusion | Groupe de presse | Diffusion |
| -------------------- | ------------------------------------------------- | ----------------- | ---------------- | --------- |
| L'Est-Éclair         | Saint-André-les-Vergers (agglomération de Troyes) | Aube              | Groupe Rossel    | 27 948    |
| Libération Champagne | Troyes                                            | Aube              | Groupe Rossel    | 6 395     |

### Justice
Toutes les juridictions auboises se situent à Troyes. La ville dispose d'un tribunal d'instance et de grande instance, d'un tribunal de commerce et d'un conseil des prud'hommes pour les juridictions civiles ainsi que d'un tribunal correctionnel, une cour d'assises et un tribunal pour enfants.
En revanche, chaque appel se fait devant la cour d'appel de Reims.

### Sécurité
Le service départemental d'incendie et de secours de l'Aube (SDIS 10) dispose de 36 centres d'incendie et de secours dont le plus gros est le centre de secours principal (CSP) de Troyes qui réalise plus de 6 000 interventions annuelles. De plus, environ 250 communes disposent de leur propre corps de sapeurs-pompiers communal qui intervient en première intervention sur leur commune.
Le service d'aide médical urgent de l'Aube (SAMU 10) dispose quant à lui de trois services mobiles d'urgence et de réanimation basés à Troyes (avec deux équipes médicales H24), à Romilly-sur-Seine (une équipe médicale H24) et à Bar-sur-Aube (une équipe médicale H24).

### Gestion des déchets
L'Aube accueille actuellement[Quand ?] deux centres de stockage de déchets radioactifs :
- le centre de stockage de l'Aube, un centre de stockage de déchets de faible et moyenne activité (CSFMA) ;
- le centre de stockage de Morvilliers, un centre de stockage de déchets de très faible activité (CSTFA).

## Culture et patrimoine

### Lieux culturels

#### Théâtres et concerts
- Le Cube, dans le Parc des Expositions de Troyes
- Théâtre de Champagne
- Théâtre de la Madeleine
- Espace Argence

#### Cinéma
Les quatre principales salles de cinéma sont :
- Le CGR à Troyes
- Le Vagabond à Bar-sur-Aube
- Lumière à Nogent-sur-Seine
- Cinéma Eden à Romilly-sur-Seine

### Festivités culturelles
- Festival en Othe.
- Court en Scène, festival international du court métrage
- Manifestation Aube Templiers 2012
- Foire de Champagne
- Troyes Décibels Festival

### Gastronomie
- L'andouillette de Troyes ;
- Le barberey ;
- Le cacibel ;

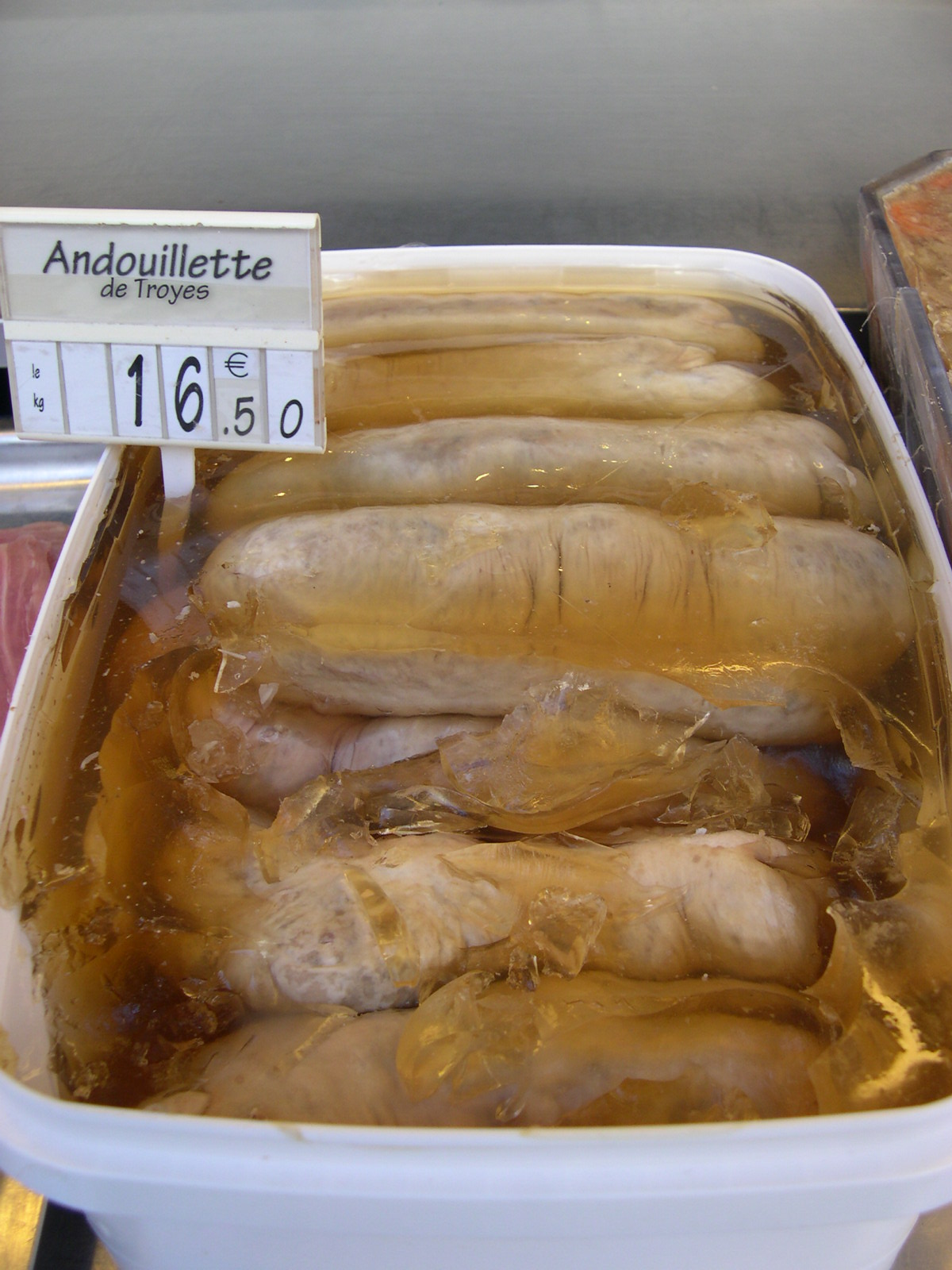
L'andouillette de Troyes.

- Le champagne de Montgueux et de la Côte des Bar ;
- Le chaource ;
- Le chocolat des établissements Jacquot (groupe Cémoi) ;
- La choucroute de Brienne-le-Château ;
- Le cidre du Pays d'Othe ;
- La prunelle de Troyes ;
- Le rosé des Riceys.

### Lieux historiques et monuments

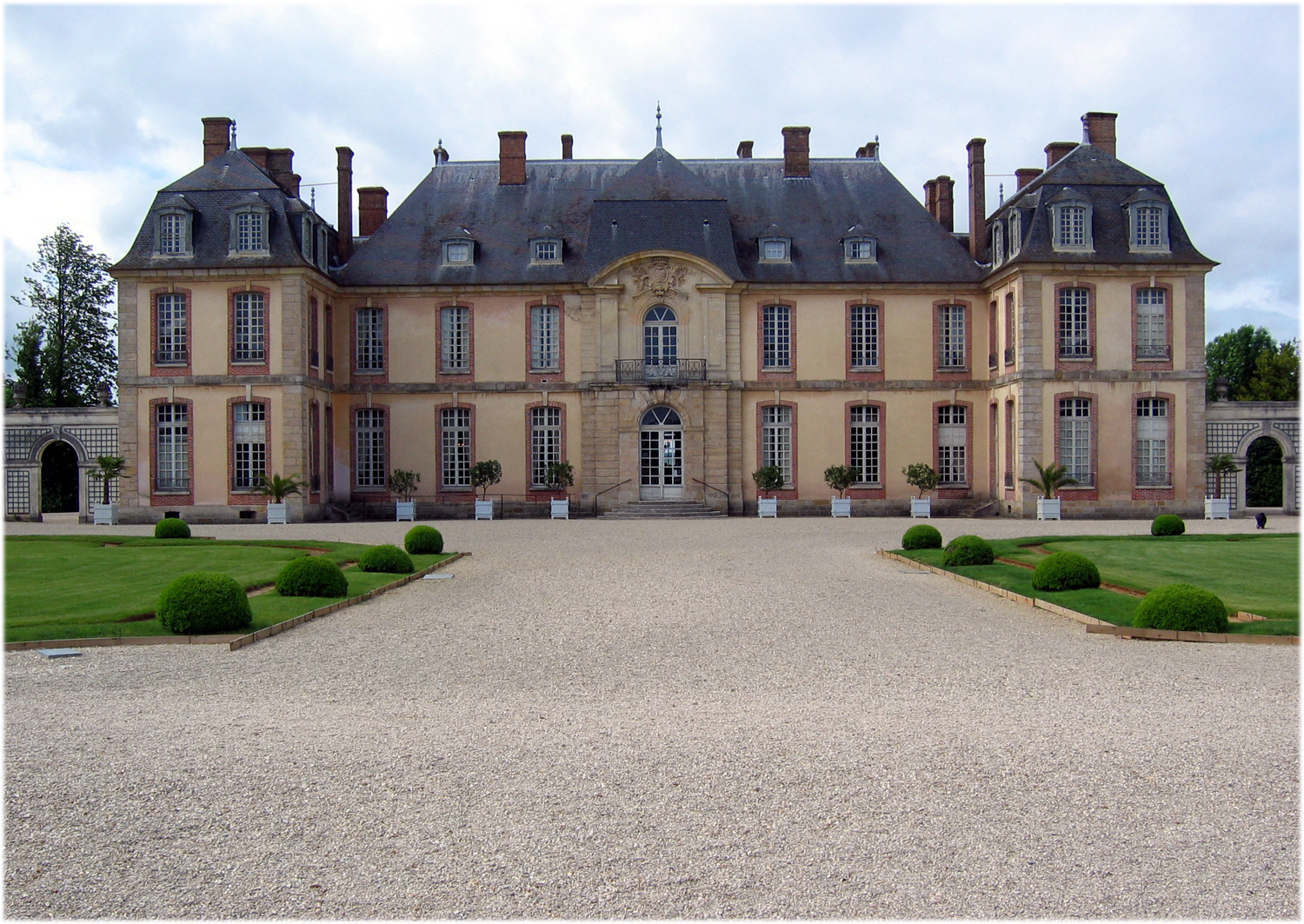
Le château de La Motte-Tilly.

Le patrimoine aubois possède 365 monuments historiques dont 144 sont classés, et 221 inscrits.

#### Châteaux
- Château de La Motte-Tilly
- Château de Bligny
- Château de Droupt-Saint-Basle
- Château de Barberey-Saint-Sulpice
- Château de Brienne

#### Musées

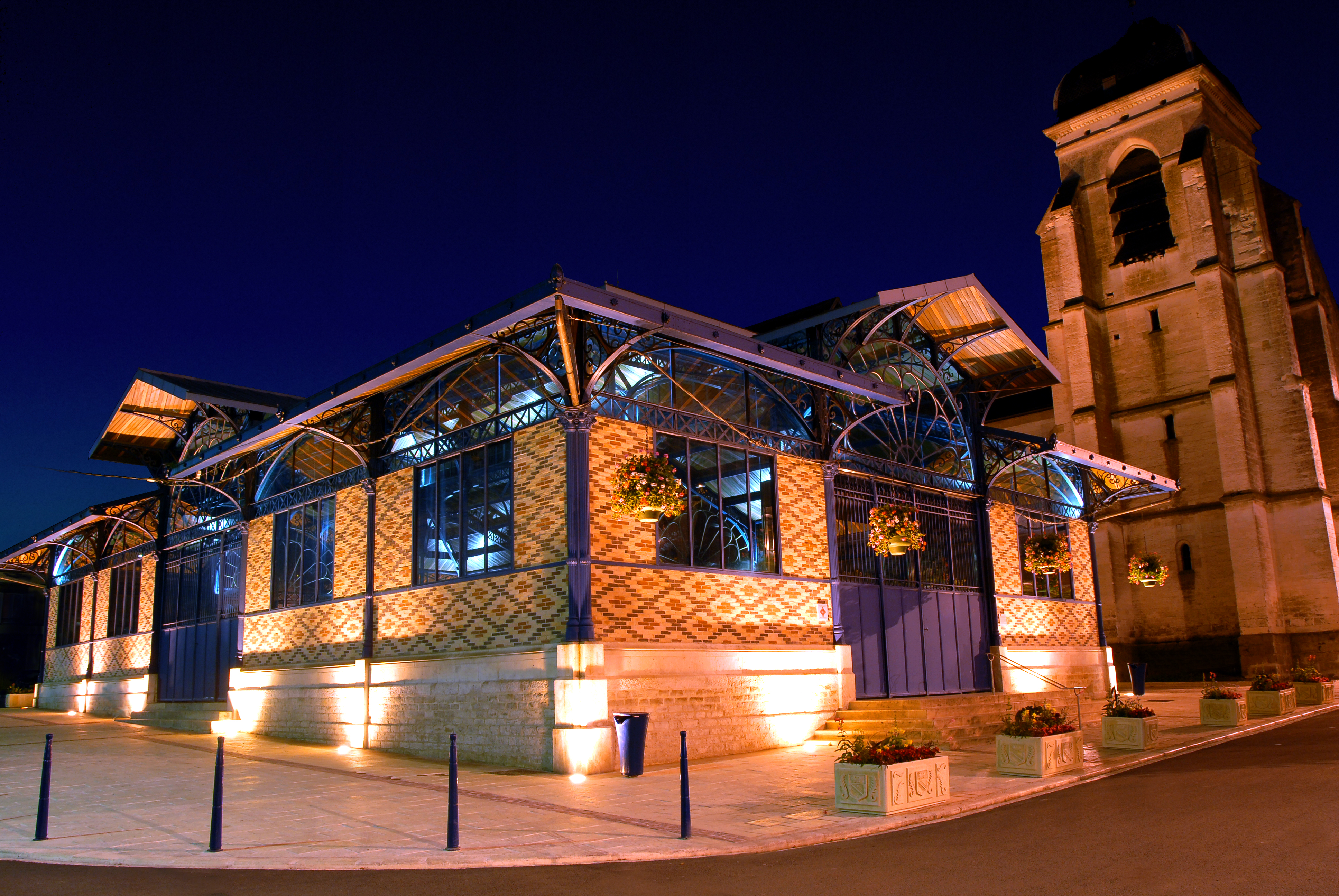
Halle de style Baltard d'Aix-en-Othe.

- Le musée Napoléon (Brienne-le-Château)
- Le musée Hugues-de-Payns (Payns)
- Le musée de la Résistance de l'Aube (Mussy-sur-Seine)
- Le musée du Cidre (Eaux Puiseaux)
- Le Musée de l'ancienne malterie de Champagne (La Chapelle-Saint-Luc)
- Le Musée du fromage (Chaource)
- Le Musée du cristal - Centre Mazzolay (Bayel)
- L'Ecomusée de la Forêt d’Orient (Brienne-la-Vieille)
- La Maison de l’outil et de la pensée ouvrière (Troyes)
- Le Musée de Vauluisant (Troyes)
- Le Musée de l'histoire paysanne (Champcharme)
- Le Musée de la mémoire paysanne (Estissac)
- Le Musée vivant de la bonneterie romillonne (Romilly-sur-Seine)
- Le musée d'Art Populaire (Droupt-Saint-Basle)
- L'Atelier Renoir (Essoyes)
- Le Musée d'art moderne (Troyes)
- Le musée Loukine (Arsonval)
- Le musée Camille-Claudel (Nogent-sur-Seine)
- Le musée Saint-Loup (Troyes)
- La Cité du Vitrail de Troyes
- L’apothicairerie de l’Hôtel-Dieu-le-Comte (Troyes)
- Le musée d’automates Michel-Marcu (Lusigny-sur-Barse)
- Le Musée Di Marco - Musée du dessin de faits divers dans la presse (Troyes)
- Le Musée des poupées d’antan et de la tonnellerie (Maisons-lès-Chaource)
- Le musée Le Passé Simple (Crésantignes)
- Le Musée Aubois d'histoire de l'éducation
- Ferme Musée rustique (Saint-Léger-près-Troyes)[36]

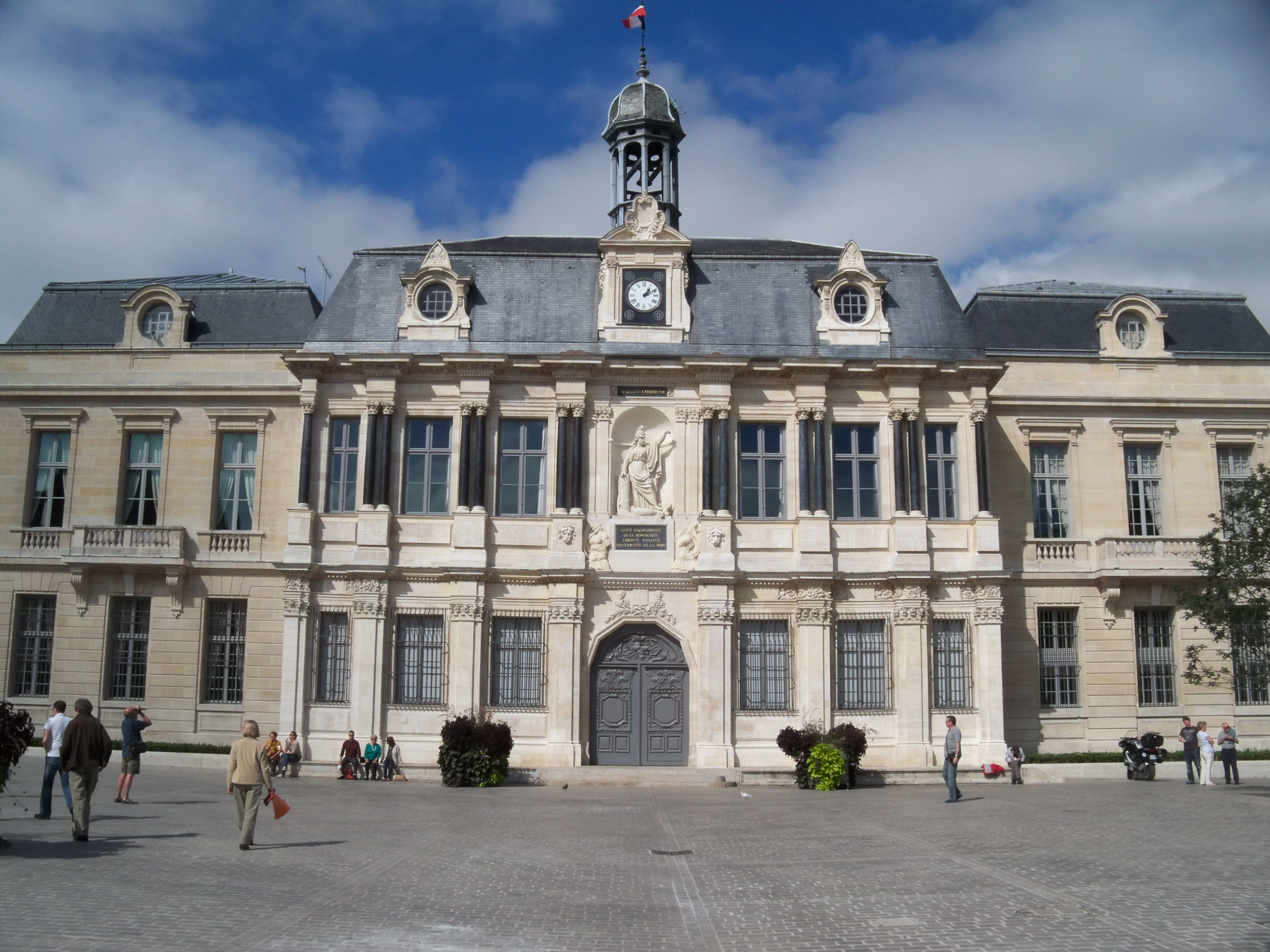
Hôtel de ville de Troyes.

#### Autres lieux historiques
- Abbaye de Clairvaux
- Abbaye Saint-Loup de Troyes
- Monastère Notre-Dame-de-la-Sainte-Espérance
- Hôtel de Marisy
- Hôtel de ville de Troyes
- Hôtel de préfecture de l'Aube

### Lieux touristiques

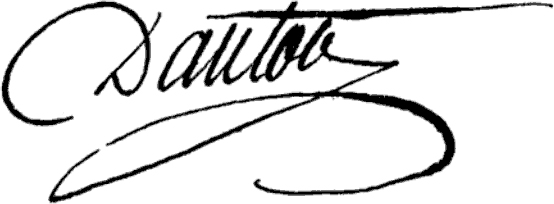
Signature de Danton.

- Parc naturel régional de la forêt d'Orient
- Lac d'Orient
- Lacs Amance et du Temple
- Nigloland : parc d'attraction situé à Dolancourt

### Personnalités liées au département
- Chrétien de Troyes, écrivain
- Geoffroi de Villehardouin, écrivain
- Urbain IV, pape
- Rachi, rabbin et vigneron
- Georges Jacques Danton, révolutionnaire
- Martin-Pierre Gauthier, architecte
- Jacques-Nicolas Paillot de Montabert, peintre
- Henri Gambey, inventeur
- Alexandre Du Sommerard, archéologue
- Louis Jacques Thénard, chimiste
- Sylvain Charles Valée, maréchal de France
- Jacques Claude Beugnot, homme politique
- Nicolas Desmarest, géologue
- Pierre-Jean Grosley, historien
- Edme Boursault, homme de lettres
- Jean de Brienne, roi de Jérusalem
- Jules Guyot (1807-1872), physicien, œnologue
- Charles Baltet (1830-1908), horticulteur
- Auguste Renoir (1841-1919), peintre, propriétaire d’une maison à Essoyes, et inhumé dans cette commune
- Gabriel Bonvalot (1853-1933), explorateur
- Émile Coué (1857-1926), psychologue et pharmacien, créateur de la méthode Coué, né à Troyes
- Gaston Bachelard (1884-1962), philosophe et professeur, né à Bar-sur-Aube
- Gaston Cheq, meneur de la révolte des vignerons en 1911
- Olivier Messiaen, compositeur, organiste, ornithologue, Fuligny, Aube, 1928-1931
- Ricet Barrier (1932-2011), chanteur, comédien et fantaisiste, né à Romilly-sur-Seine
- Jean Tirole (1953-), économiste, prix Nobel d'économie, né à Troyes
- Hugues de Payns, (?, 1136) Fondateur et premier maître de l'ordre du Temple
- « Justes parmi les Nations »

## Énergies renouvelables
L'Aube figure parmi les départements qui développent la production d'électricité d'origine renouvelable par l'intermédiaire notamment de parcs éoliens. Au 1er janvier 2013, elle compte deux-cents éoliennes d'une puissance totale de 423,50 MW. Trois parcs sont en cours de construction.
En 2014, la région Champagne-Ardenne comprend 629 éoliennes en service d'une puissance totale de 1,27 GW.